# 有道云笔记
有道云笔记是网易公司於2011年6月推出的笔记类软件，以其旗下的搜索引擎有道命名，可以自动同步笔记到云端和各类设备，主要面向中国用户。就功能而言与其主要竞争对手印象笔记基本相同。由于提供开放平台，可以通过插件来扩展其功能。
「有道雲筆記」原名「有道筆記」，於2011年12月6日從beta版升為正式版後變更為現名。